# コブタニシ属
コブタニシ属（コブタニシぞく、瘤田螺属、学名: Margarya、中国名：螺蛳属）はタニシ科に分類される1属。中国雲南省・雲南高地の湖沼群に固有の属で、2010年現在は11種が分類されている。古い時代から食用に利用されてきたが、水質汚染や過度な水利用による環境破壊、食用としての過剰採取等々の複合的な原因により20世紀後半から21世紀初頭にかけて急激に減少し、『中国物種紅色名録』（2005）（中国版レッドリスト）では11種の全てが、IUCNのレッドリスト（ver. 2010.1）には5種がリストアップされている。

## 原記載
Margarya Nevill, 1877. Journal of the  Asiatic Society of Bengal. 46(2): p.30-31（原記載文）
タイプ種: M. melanioides Nevill, 1877　コブタニシ
学名 Margarya は、最初にコブタニシを発見して研究者に託したイギリス駐華公使館員で探検家のオーガスタス・レイモンド・マーガリー(1846 – 1875) への献名。マーガリーはコブタニシ属記載の2年前、1875年2月のマーガリー事件で武装中国人により28歳の若さで殺害されており、その追悼の意も込められている。

## 分布
- 中国・雲南省の雲南高原の湖沼群
  - 洱海（じかい：大理州）、剣湖（剣川県）、茈碧湖（洱源県）、滇池（てんち：昆明市）、陽宗海（宜良県）、撫仙湖（ぶせんこ：澄江市）、星雲湖（江川区）、杞麓湖（通海県）、異龍湖（石屏県）、大屯海（蒙自市）など[1][2]。
  - これら雲南高原の湖沼群は古代湖であり、貝類以外でも特に魚類やミミズ類で固有の分類群が多く知られる。

## 形態
比較的厚くて頑丈な殻をもち、殻皮は褐色〜濃褐色、生時は黒っぽく見える。殻高は50〜70mm程度になり、タニシ科としては大型。成貝の螺層は6-7巻きで、普通は殻の周囲に明瞭な螺肋を巡らす。螺塔は階段状になり、殻頂は乳首状に小さく突出するが、それを取り巻く初層部は円錐形に高まらないため、殻頂が鈍くみえる。これらの特徴の組み合わせが本属を特徴付ける。コブタニシなどでは周縁の螺肋上に鈍い棘状突起をもつが、ほとんど螺肋の目立たないものもあり、螺肋や突起の強さや殻型などにはかなりの変異がある。蓋は他のタニシ科と同様にキチン質で、殻口にぴったりと合う滴型。同心円状の成長線があり、核（同心円の中心）は蓋の中央のやや内側寄りにある。外側は核を中心に弱い凹面を呈する。
歯舌は他のタニシ科と同様で、1個の中歯を中心に、1対の側歯、2対の縁歯（内縁歯と外縁歯）の計7個の歯を横一列として、これが前後に100列あまり並んでいる。滇池産のコブタニシ M. melanioides （螺蛳）の歯舌では、幅0.7-0.9mm、長さ6.0-6.3mm、歯列数は108-128、星雲湖産の M. mansuyi （孟氏螺蛳）の歯舌は、幅0.6-0.7、長さ4.8-5.5、歯列数は105-110で、前者の外縁歯の歯尖（鋸歯状の小歯）は、後者のそれよりも細かく数が多いという報告がある。雌雄異体で、オスの右触角は先端に輸精管が開口し、交尾の際にはこれを陰茎として用いるのも他のタニシ科貝類と同様である。

## 生態
沿岸部から水深の深い場所まで棲息し、湖底を匍匐しながらデトリタスを食べたり、水中の懸濁物を濾過摂食していると考えられている。雌雄異体・卵胎生で、繁殖は周年行われ、コブタニシの場合ではメスが一回に3〜7個の稚貝を産む。産まれる稚貝は殻高8mm程度であるが、一年で殻高がおよそ30mmほどになって性的に成熟し、殻高60mm以上のものは3年を経た個体であると見積もられている。

## 人との関係

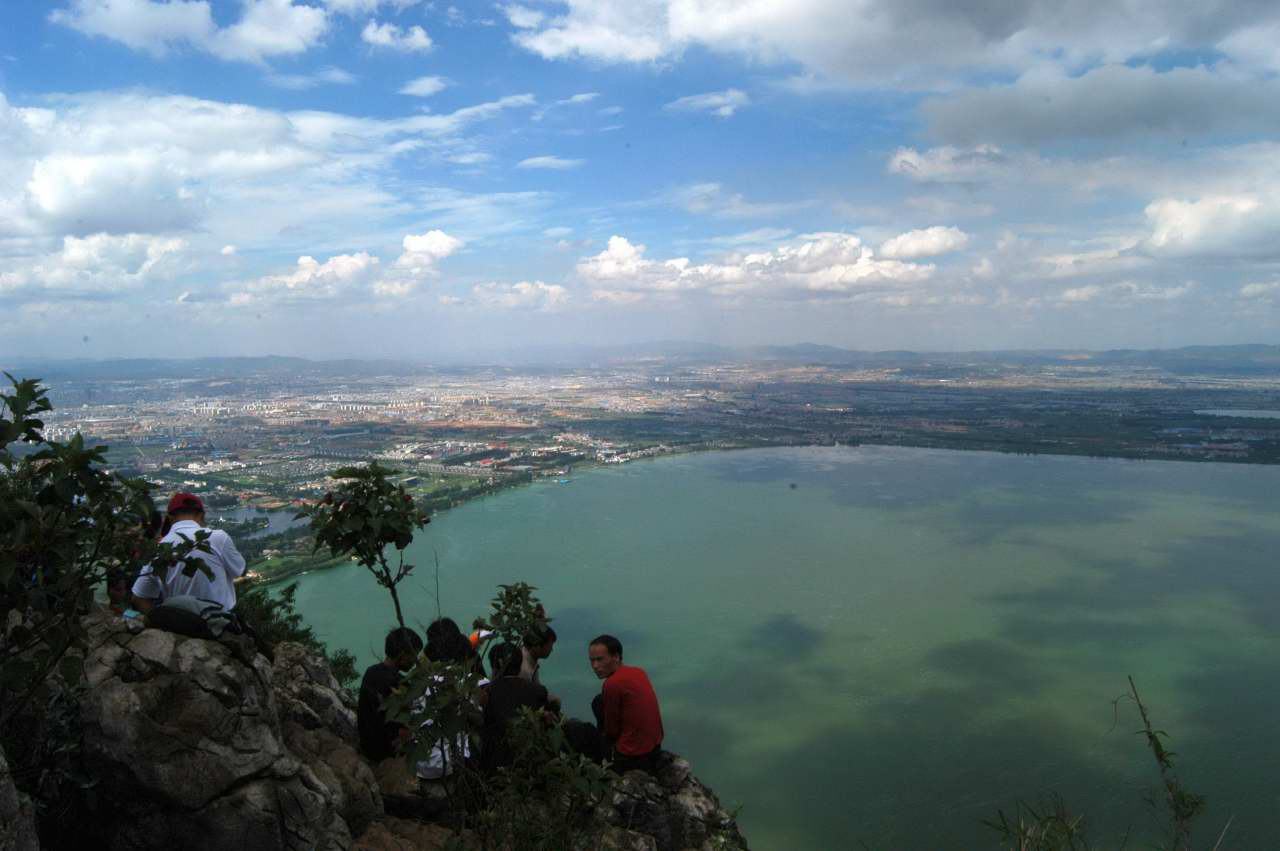
滇池北岸と昆明の市街

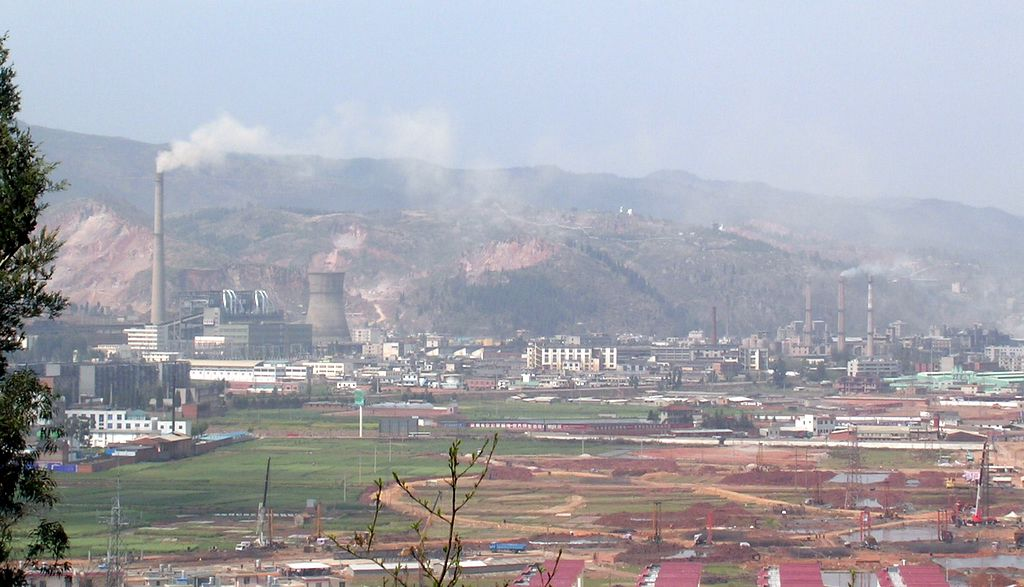
滇池湖畔の昆明の工業地域

### 食用
大型であることや、マルタニシ類 （Cipangopaludina 属）よりも味が良いとされることから、周辺の人々の日常的なおかずとして伝統的に利用されており、市場で販売するために漁獲も行われてきた。実際には相当古い時代から大量に食用とされてきたことは明らかで、滇池の周辺各地の地下に見られる大量のコブタニシ類を含む貝塚層がそれを示している。

### 環境汚染と保全
1980年代以前では、採取シーズン中は1人で1日20kgほどの漁獲量があったというが、1980年代以降は生息地周辺で急激に工業地帯化と都市化が進み、都市排水や工業排水が未処理のまま棲息湖に流入して深刻な水質汚染が発生するとともに、過度な取水による水位の低下や長期にわたる過剰な採取なども相まって急激に個体数を減らしてしまった。吉良竜夫博士が1988年にコブタニシの主要な生息湖である滇池を訪れた際には、汚染がかなり進行した状況ではあったものの湖はまだ辛うじて"生きている"状態で、湖岸には食用にされたコブタニシ類の殻が大量に捨ててあった。しかし1990年に訪れた時には湖面全体にアオコが大発生し、その中に無数のタニシの死殻が浮いている状態で、この頃までにはかつて棲息していたカワニナ類が姿を消し、20種ほどいた魚も2-3種しか残っておらず、滇池の環境悪化は更に深刻な状況になっていという。
このような状況から、2005年7月発行（評価は2004年）の『中国物種紅色名録』（中国版レッドリスト）第三巻にはコブタニシ属の全11種が取り上げられているが、保全対策などについては特に記載されていない。また2008年評価のIUCNのレッドリストにも5種がリストアップされている。
| 種名                        | 中国名（和名）         | 分布                                 | IUCN Red List ver.3.1（2010.1） | 中国物種紅色名録 (2005) |
| --------------------------- | ---------------------- | ------------------------------------ | ------------------------------- | ----------------------- |
| Margarya bicostata          | 二肋螺蛳               | 撫仙湖                               | Endangered                      | 濒危 EN                 |
| Margarya carinata           | 无刺螺蛳               | 滇池・洱海                           | 評価なし                        | 濒危 EN                 |
| Margarya elongata           | 长螺蛳                 | 滇池                                 | 評価なし                        | 绝灭 EX                 |
| Margarya francheti          | 方氏螺蛳               | 滇池、洱海、撫仙湖                   | 評価なし                        | 绝灭 EX                 |
| Margarya mansuyi            | 孟氏螺蛳               | 滇池、星雲湖、杞麓湖、大屯湖、異龍湖 | Endangered                      | 易危 VU                 |
| Margarya melanioides        | 螺蛳 （コブタニシ）    | 滇池、洱海、茈碧湖、剣湖など         | Endangered                      | 易危 VU                 |
| Margarya monodi             | 牟氏螺蛳               | 滇池、清水河                         | Critically Endangered           | 濒危 EN                 |
| Margarya tchangsii          | 张氏螺蛳               | 滇池                                 | 評価なし                        | 绝灭 EX                 |
| Margarya tropidophora       | 乳顶螺蛳               | 滇池、洱海、撫仙湖                   | 評価なし                        | 濒危 EN                 |
| Margarya yaungtsunghaiensis | 阳宗海螺蛳[杨宗海螺蛳] | 陽宗海                               | Critically Endangered           | 极危 CR                 |
| Margarya yini               | 尹氏螺蛳               | 滇池                                 | 評価なし                        | 绝灭 EX                 |

## 分類
種類の分類は時代や研究者によっても異なるが、個体変異の幅も大きいため多数の型や亜種が記載（この場合は学名が付けること）されており、そのうちのいくつかは後に独立種に昇格されたものもあり、2005年の中国レッドリスト『中国物種紅色名録』（では11種が独立種としてリストアップされている。ただし、これらの分類は主として殻の外見によるもので、分子系統などを用いた詳細な系統関係の研究は未だ不十分であるとされるが、ミトコンドリアDNAのCOI（チトクロームcオキシダーゼ・サブユニットI）遺伝子を用いた5種のコブタニシ属の系統解析では、シナタニシ Cipangopaludina chinensis （中国圆田螺）を外群として、コブタニシ M. melanioides （螺蛳）、M. melanioides dianchiensis （滇池螺蛳）、M. monodi （牟氏螺蛳）、M.tropidophora （乳顶螺蛳）の4種が共通のクレードを形成し、M. yangtsunghaiensis （阳宗海螺蛳）だけが別のクレードとなるという結果が報告されている。なお、この研究で区別されているコブタニシの亜種 M. m.dianchiensis （滇池螺蛳）は『中国物種紅色名録』やIUCNのレッドリストなどでは扱われていない。
また、いくつかの種では核型が調べられており、コブタニシ M. melanioides （螺蛳）と M. monodi （牟氏螺蛳）の染色体数は2n=18、陽宗海に固有の M. yaungtsunghaiensis （阳宗海螺蛳）では2n=10m+6sm+XYであるとされ、分子系統の結果とともに M. yaungtsunghaiensis 阳宗海螺蛳が属内でも特に分化した種である可能性が示されている。

### 各種の説明

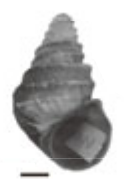
Margarya bicostata

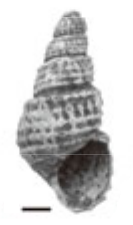
Margarya elongata

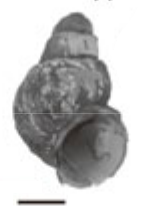
Margarya francheti

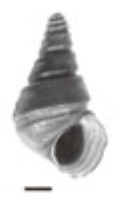
Margarya mansuyi

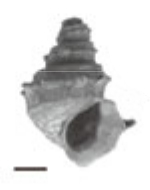
Margarya melanioides

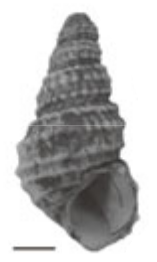
Margarya tchangsii

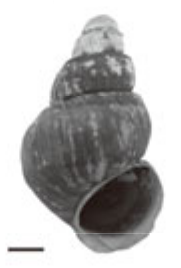
Margarya tropidophora

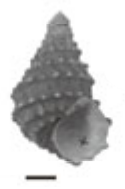
Margarya yangtsunghaiensis

Margarya bicostata Tchang & Tsi, 1949 二肋螺蛳 （二肋螺螄）
【分布】 撫仙湖（および連絡する人工池）、滇池（おそらく絶滅）
【IUCN Red List ver.2010.1】 Endangered   B1ab(i,ii,iii,iv,v)+2ab(i,ii,iii,iv,v)
【中国物種紅色名録 2005】 濒危 EN：A2abc; B1ab(i,ii,iii)+2ab(i,ii,iii)
コブタニシの亜種として記載されたが、1982年に独立種とされた。かつては、滇池と撫仙湖に普通に見られた種であったが、滇池では激しい水質汚染などにより見られなくなり、絶滅した可能性が高いと見られている。撫仙湖でも沿岸部ではほとんど見られなくなってしまったが、湖心付近の深場などにはまだ棲息していると考えられている。また、2006年には撫仙湖と連絡した小さな人工池でも1個体が発見された。なお、刘月英・吴岷（2005）の『中国物種紅色名録』（中国版レッドリスト）では生息地として5湖（撫仙湖・杞麓湖・星雲湖・異龍湖・洱海）が挙げられているが、その後のチェックにより撫仙湖以外の4湖の記録は誤りであることが判ったという。
Margarya carinata Neumayr, 1898 无刺螺蛳 （無刺螺螄）
【分布】 滇池、洱海
【IUCN Red List ver.2010.1】 評価なし
【中国物種紅色名録 2005】 濒危（瀕危） EN A2abc; B1ab(i,ii,iii)+2ab(i,ii,iii)
上記の2湖に分布し、もともと限られた個体群であったため生息環境が狭まり、減少しつつあるとされる。
Margarya elongata Tchang & Tsi, 1949 长螺蛳 （長螺螄）
【分布】 滇池
【IUCN Red List ver.2010.1】 評価なし
【中国物種紅色名録 2005】 绝灭（絶滅） EX
棲息環境の変化により絶滅したとされる。
Margarya francheti  (Mabille, 1886) 方氏螺蛳 （方氏螺螄）
【分布】 滇池、洱海、撫仙湖
【IUCN Red List ver.2010.1】 評価なし
【中国物種紅色名録 2005】 绝灭（絶滅） EX
上記の3湖に分布するが、直近の50年間に生きた個体が見つかっていないため絶滅種とされる。
Margarya mansuyi Dautzenberg & Fischer, 1905 孟氏螺蛳 （孟氏螺螄）
【分布】 星雲湖、杞麓湖、滇池（おそらく絶滅）、大屯海（おそらく絶滅）、異龍湖（絶滅）
【IUCN Red List ver.2010.1】 Endangered   B1ab(i,ii,iii,iv,v)+2ab(i,ii,iii,iv,v)
【中国物種紅色名録 2005】 易危 VU A2ac; B1ab(i,ii,iii)+2ab(i,ii,iii)
【原記載】 M. melanioides var. mansuyi Dautzenberg & Fischer, 1905. p.423 (図2-4), p.424（原記載文）, タイプ産地：Mong-Tsé （蒙自）
コブタニシの「ver.」（変種）として記載されたが、1949年に独立種とされた。螺塔が高く殻高の6割を占め、強い螺肋を体層に3-4本、螺層に2-3本巡らすが、螺肋は突起状にはならず概ね滑らか。本属の種としてはコブタニシに次いで生息地の多い種であったが、過剰な取水や水質汚染、渇水による乾燥などによって生息地が激減した。『中国物種紅色名録』（中国版レッドリスト）では生息地として8湖が挙げられているが、そのうち洱海、撫仙湖、長橋海の3湖は誤記録で、実際の分布は上記の5湖のみとされる。しかし異龍湖では1983年の渇水で湖が2か月間干上がった際に他の生物と共に完全に絶滅したと考えられており、大屯湖は干上がりはしなかったものの水深が非常に浅くなり、その後の調査では一度も確認されていないことから、やはり絶滅した可能性が高く、2006-2007年の調査で棲息が確実視されたのは星雲湖と杞麗湖のみであったという。また2007-2008年の別の調査では杞麓湖でも確認には至らず、本種が確認されたのは星雲湖のみだったという
Margarya melanioides Nevill, 1877 螺蛳（螺螄） コブタニシ
【分布】 滇池、茈碧湖、剣湖（絶滅？）、洱海（絶滅？）、[？撫仙湖、星雲湖、異龍湖、大屯海 ]
【IUCN Red List ver.2010.1】 Endangered   B1ab(i,ii,iii,iv,v)+2ab(i,ii,iii,iv,v)
【中国物種紅色名録 2005】 易危 VU A1abc; B1ab(i,ii,iii)+2ab(i,ii,iii)＞
【原記載】Margarya melanioides Nevill, 1877. p.30-31（原記載文）, タイプ産地：Lake Tali in Yunnan.
本属のタイプ種で、種小名 melanioides は「Melania（トゲカワニナの旧属名）のような」の意で、殻が一見トゲカワニナを起想させることによる。典型的なものでは螺肋が発達して瘤状や鈍角状にとがり、和名の通り全体にゴツゴツとした外見をもつ。マルタニシ類よりも味が良いとされ、1980年代ごろまでは商業的に大量に漁獲されており、シーズン中の滇池では1人当たり1日に20kgほども採取していた。さらに1990年の時点でも、洱海で大型のコブタニシが他の水産物とともに大量に漁獲され、周辺の街の市場で売られていたという。しかしその後は、過剰な採取や水質汚染、捕食者となる外来魚の移入、周辺の都市化や堰堤建設、その他の原因で急速に減少した。棲息湖のうち、剣湖では1933年以降確認されておらず、洱海でも2004年及び2007-2008年の調査では確認されていない。生息地のうち最後の[  ]内の4湖は『中国紅色名録』に挙げられているが、IUCNのレッドリストには記載がない湖。

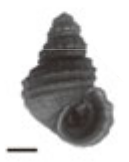
Margarya monodi

Margarya monodi Dautzenberg & Fischer, 1905 牟氏螺蛳 （牟氏螺螄）
【分布】 滇池、清水河
【IUCN Red List ver.2010.1】 Critically Endangered   B1ab(i,ii,iii,iv,v)
【中国物種紅色名録 2005】 濒危 （瀕危） EN A2cd; B1ab(i,ii,iii)+2ab(i,ii,iii)
【原記載】M. melanioides var. monodi Dautzenberg & Fischer, 1905. p.423 (図1), p.424（原記載文）, タイプ産地：Mong-Tsé （蒙自）
滇池西部の限られた水域と、その付近から流出する清水河のみに分布する。1980年代までは数多く棲息しコブタニシと共に漁獲されていたが、もともと生息域が狭かったことに加え、過剰な漁獲や水質汚染などによる環境悪化のため急速に減少し、2008年の調査では清水河からは確認されていない。
Margarya tchangsii Xia, 1982 张氏螺蛳 （張氏螺螄）
【分布】 滇池
【IUCN Red List ver.2010.1】 評価なし
【中国物種紅色名録 2005】 绝灭 （絶滅） EX
約2000年前の半化石のみで知られ、その頃までに「生態変化」により絶滅したとされる。
Margarya tropidophora (Mabille, 1886) 乳顶螺蛳 （乳頂螺螄）
【分布】 滇池、洱海、撫仙湖
【IUCN Red List ver.2010.1】 評価なし
【中国物種紅色名録 2005】濒危 （瀕危） EN A2abc; B1ab(i,ii,iii)+2ab(i,ii,iii)】
上記の3湖に分布するとされ、自然災害や人為的影響による棲息環境悪化により、個体数が減衰しているとされる。
Margarya yaungtsunghaiensis Tchang & Tsi, 1949 阳宗海螺蛳 （陽宗海螺螄）（中国物種紅色名録では杨宗海螺蛳）
【分布】 陽宗海
【IUCN Red List ver.2010.1】 Critically Endangered   A2a; B1ab(i,ii,iii,iv,v)
【中国物種紅色名録 2005】 极危 （極危） CR A2cd; B1ab(i,ii,iii)+2ab(i,ii,iii)
螺塔が高く、コブタニシよりも螺肋が強く、肋上の突起も多い。陽宗海の固有種で、学名もこれに因むが、『中国物種紅色名録』には「杨宗海螺蛳（楊宗海螺螄）」（陽が楊になっている）の名で登載されており、本書を引いたサイトなどもこの中国名を用いている。しかし棲息湖名の方は阳宗海（陽宗海）と記載されていることから、中国名の方は誤植の可能性もある。IUCNによる2008年の評価では、新種記載された1949年以来再確認されていなとして、ほとんど絶滅状態に近いが、深所に棲息する種であるため、そのような場所には未だ残存している可能性もあるとしてCRの評価とした（陽宗海の平均水深は最深部で30m、平均水深が20mであるという）。一方、『中国物種紅色名録』では、本種は湖の河口付近の三角州に多いとしており、必ずしも一致しない。また、1996年には本種の染色体数が2n=24であるという報告があり、コブタニシや M. monodi など2n=18のものから分化したとの推定がなされている。さらに2008年にはミトコンドリアDNAのCOI遺伝子を用いた分子系統解析がなされ、本種のみが他のコブタニシ類と離れているとの結果が報告されている。

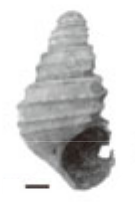
Margarya yini

Margarya yini Tchang & Tsi, 1949 尹氏螺蛳 （尹氏螺螄）
【分布】 滇池
【IUCN Red List ver.2010.1】 評価なし
【中国物種紅色名録 2005】 绝灭 （絶滅） EX
直近の50年間生きた個体が確認されておらず、『中国物種紅色名録』では絶滅としている。